# Zachary Grech
Zachary Grech (25 agosto 2000) è un calciatore maltese, difensore dello Żabbar St. Patrick.

## Caratteristiche tecniche
È un terzino destro.

## Carriera

### Club
Inizia a giocare a calcio nelle giovanili del Pembroke Athleta, che nel 2019 lo cede in prestito al Balzan. A gennaio il prestito viene interrotto. Il 10 agosto 2020 si trasferisce a titolo definitivo all'Hibernians.
Il 27 agosto 2020 esordisce nelle competizioni europee in Vaduz-Hibernians (0-2), incontro preliminare valido per l'accesso alla fase a gironi di UEFA Europa League.

### Nazionale
Ha giocato nelle nazionali giovanili maltesi Under-17, Under-19 ed Under-21.

## Statistiche

### Presenze e reti nei club
Statistiche aggiornate al 28 marzo 2023.
| Stagione                | Squadra                 | Campionato              | Campionato | Campionato | Coppe nazionali | Coppe nazionali | Coppe nazionali | Coppe continentali | Coppe continentali | Coppe continentali | Altre coppe | Altre coppe | Altre coppe | Totale | Totale |
| Stagione                | Squadra                 | Comp                    | Pres       | Reti       | Comp            | Pres            | Reti            | Comp               | Pres               | Reti               | Comp        | Pres        | Reti        | Pres   | Reti   |
| ----------------------- | ----------------------- | ----------------------- | ---------- | ---------- | --------------- | --------------- | --------------- | ------------------ | ------------------ | ------------------ | ----------- | ----------- | ----------- | ------ | ------ |
| 2016-2017               | Pembroke Athleta        | PL                      | 6          | 0          | CM              | 0               | 0               | -                  | -                  | -                  | -           | -           | -           | 6      | 0      |
| 2017-2018               | Pembroke Athleta        | 1D                      | 24         | 0          | CM              | 0               | 0               | -                  | -                  | -                  | -           | -           | -           | 24     | 0      |
| 2018-2019               | Pembroke Athleta        | 1D                      | 23         | 2          | CM              | 2               | 0               | -                  | -                  | -                  | -           | -           | -           | 25     | 2      |
| 2019-gen. 2020          | Balzan                  | PL                      | 2          | 0          | CM              | 1               | 0               | -                  | -                  | -                  | -           | -           | -           | 3      | 0      |
| gen.-giu. 2020          | Pembroke Athleta        | 1D                      | 6          | 0          | CM              | -               | -               | -                  | -                  | -                  | -           | -           | -           | 6      | 0      |
| Totale Pembroke Athleta | Totale Pembroke Athleta | Totale Pembroke Athleta | 59         | 2          |                 | 2               | 0               |                    | -                  | -                  |             | -           | -           | 61     | 2      |
| 2020-2021               | Hibernians              | PL                      | 16         | 0          | CM              | 2               | 0               | UEL                | 2                  | 0                  | -           | -           | -           | 20     | 0      |
| 2021-2022               | Hibernians              | PL                      | 14+5       | 0          | CM              | 2               | 0               | UCL+UECL           | 2+4                | 0                  | -           | -           | -           | 27     | 0      |
| 2022-2023               | Hibernians              | PL                      | 15         | 0          | CM              | 1               | 0               | UCL+UECL           | 2+3                | 0                  | SM          | 1           | 0           | 22     | 0      |
| Totale Hibernians       | Totale Hibernians       | Totale Hibernians       | 45+5       | 0          |                 | 5               | 0               |                    | 13                 | 0                  |             | 1           | 0           | 69     | 0      |
| Totale carriera         | Totale carriera         | Totale carriera         | 111        | 2          |                 | 8               | 0               |                    | 13                 | 0                  |             | 1           | 0           | 133    | 2      |

## Palmarès

### Club

#### Competizioni nazionali
- Campionato maltese: 1

Hibernians: 2021-2022
- Supercoppa di Malta: 1

Hibernians: 2022